# Рушевине средњовековне цркве у селу Петрово
Рушевине средњовековне цркве у селу Петрово, у општини Штимље, на Косову и Метохији. Представљају непокретно културно добро као споменик културе.
Село Петрово, које се налази на Топилачкој реци јужно од Штимља, у турском попису Области Бранковића из 1455. године наводи се под називом Петрова црква. Али, од старе цркве у Петрову остали су само темељи који се налазе усред села, поред Топилачке реке. У историјским изворима се не помиње.

## Основ за упис у регистар
Решење Покрајинског завода за заштиту споменика културе у Приштини, бр. 562 од 29. 7. 1966. г. Закон о заштити споменика културе (Сл. гласник СРС бр. 51/59).